# Stanisław Ostoja-Chrostowski

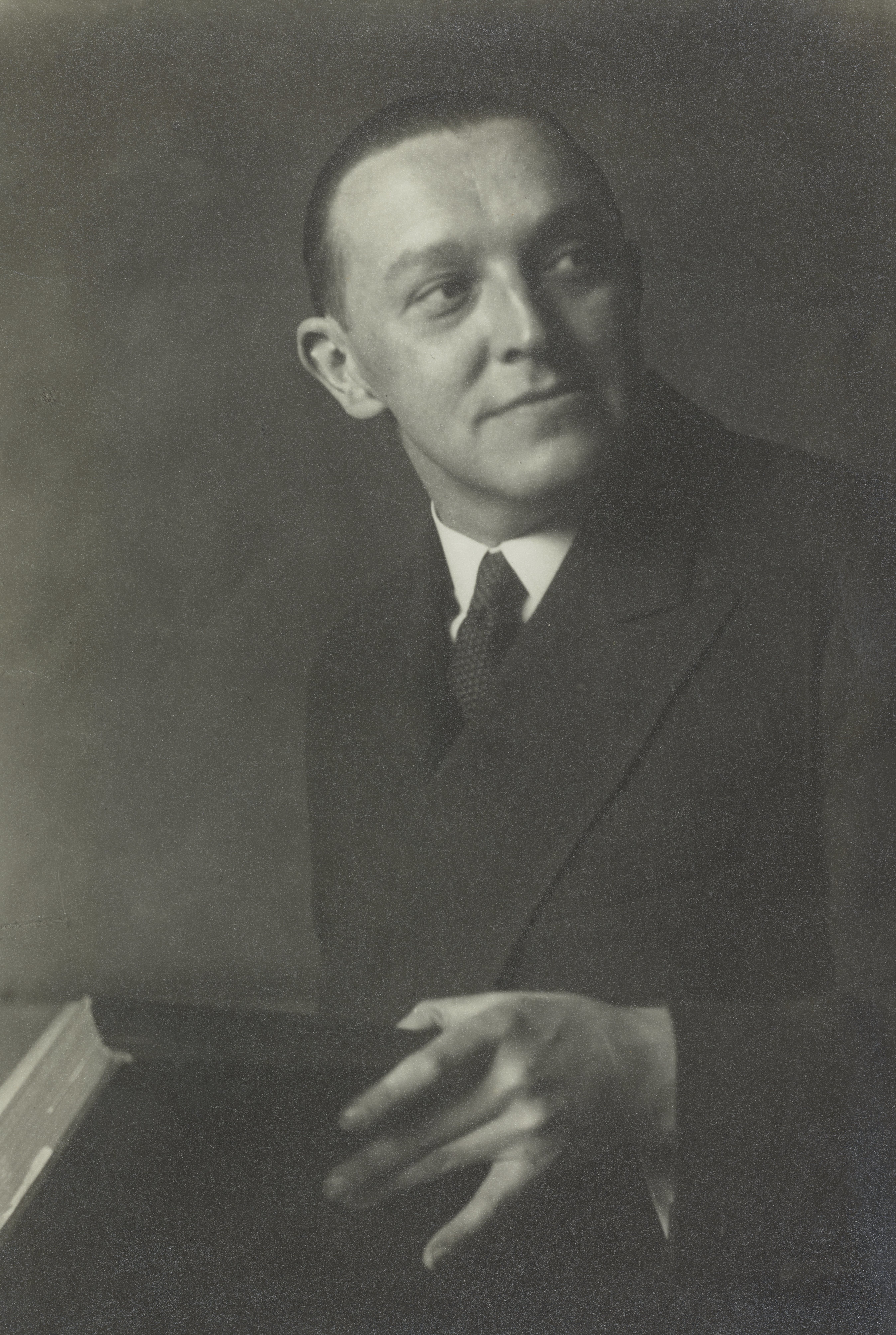
Stanisław Ostoja-Chrostowski

Stanisław Ostoja-Chrostowski (* 14. Dezember 1900 in Warschau, Russisches Kaiserreich; † 19. November 1947 ebenda) war ein polnischer Gebrauchsgrafiker und Holzschneider sowie Kunstpädagoge.

## Leben
In den Jahren des Ersten Weltkriegs war er Mitglied der Polnischen Militärorganisation. 1918 war er in der polnischen diplomatischen Vertretung in Moskau tätig. Im Dezember 1918 wurde er unter dem Vorwurf der Spionage verhaftet und 1921 im Rahmen eines Gefangenenaustausches freigelassen. Er begann sein Studium an der Schule für schöne Künste in Warschau. Er studierte Malerei bei Tadeusz Pruszkowski, Holzschnitt bei Władysław Skoczylas und Gebrauchsgrafik bei Edmund Bartłomiejczyk. Nach dem Tod von Władysław Skoczylas übernahm er im Jahr 1937 dessen Lehrstuhl für angewandte Grafik an der Warschauer Akademie der Schönen Künste. 
Während des Zweiten Weltkriegs war er im Untergrund bei dem Nachrichtendienst der polnischen Heimatarmee aktiv. Nach dem Krieg arbeitete er bei der Reaktivierung der Warschauer Kunstakademie mit und wurde zum Rektor gewählt.
Neben dem Holzschnitt beschäftigte er sich mit der Gebrauchsgrafik. Ostoja-Chrostowski entwarf Buchgrafik, Briefmarken, Schriftkunst und Typographie, Exlibris und Werbegrafik.

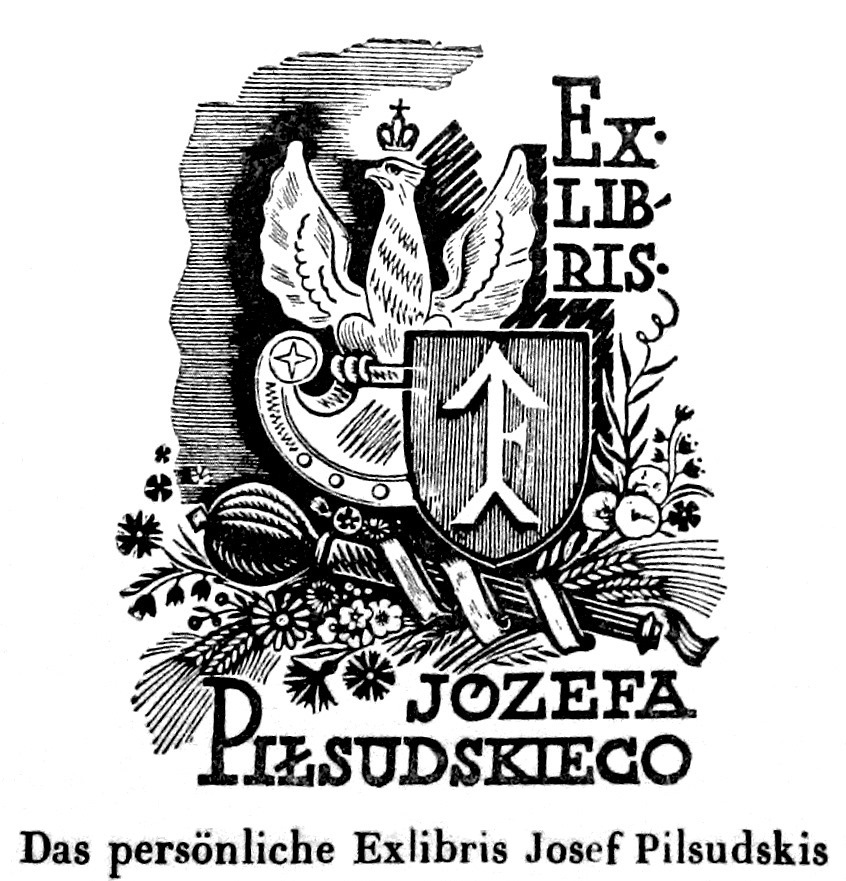
Das persönliche Exlibris Józef Piłsudskis, Entwurf: Stanisław Ostoja-Chrostowski.

Er war ab 1929 Mitglied des Künstlergruppe „Ryt“. Er illustrierte Bücher, veröffentlichte auch seine Werke in der Posener Literaturzeitschrift „Tęcza“.
Ostoja-Chrostowski war Ehemann von Anna (1897–1978) und Vater von Halina Chrostowska (1929–1990), einer Radiererin, Grafikerin und Pädagogin an der Warschauer Kunstakademie.